# Neó de Messènia
Neó (en llatí Neon, en grec antic Νέων), fill de Filiàdes i germà de Trasíbul, fou un grec del govern de Messènia del segle IV aC. Demòstenes el va acusar d'haver entregat el seu país als interessos del rei Filip II de Macedònia.
Polibi, igual que fa amb altres que havien rebut la mateixa acusació, elaborà una vindicació de la seva conducta.